# Walter Ackermann
Walter Ackermann (Herisau, 15 november 1890 - aldaar, 31 januari 1969) was een Zwitsers politicus en bestuurder.

## Levensloop

### Opleiding en zakelijke carrière
Ackermann volgde een opleiding tot koopman en volgde daarom onderwijs aan de kantonscholen van Sankt Gallen en studeerde vervolgens aan de Universiteit van Lausanne. Daarna liep hij stage bij een borduurselonderneming in Sankt Gallen en volgde hij vervolgopleidingen in Londen, Parijs en Zürich. Vanaf 1918 was hij directeur van Ausrüstwerke Locher & Co., die na het verwerven van Appretur Meyer & Co. in 1926 een van de grootste ondernemingen werd in Oost-Zwitserland.

### Politieke carrière
Ackermann was politiek actief voor de Vooruitstrevende Burgerpartij (FBP) en sinds 1946 voor de Vrijzinnig Democratische Partij van Appenzell Ausserrhoden (FDP A.Rh.), de opvolger van de FBP. Hij maakte deel uit van het bestuur van de FDP A.Rh. Van 1926 tot 1930 was hij wethouder te Herisau. Van 1930 tot 1931 en van 1948 tot 1957 was hij lid van de Kantonsraad van het kanton Appenzell Ausserrhoden. Van 1931 tot 1948 was hij lid van de Regeringsraad van het kanton Appenzell Ausserrhoden. Hij beheerde het departement van Onderwijs en Militaire Zaken. In die functie verbeterde hij het onderwijs in het kanton Appenzell Ausserrhoden. Van 1933 tot 1936, van 1939 tot 1942 en van 1945 tot 1948 was hij Regierend Landammann (dat wil zeggen regeringsleider) van het kanton Appenzell Ausserrhoden.
Ackermann was ook op federaal vlak politiek actief. Van 1935 tot 1963 was hij lid van de Kantonsraad (eerste kamer Bondsvergadering). Van 2 december 1946 tot 1 december 1947 was hij opvolger van Joseph Piller (SKVP) voorzitter van de Kantonsraad. Als voorzitter van de commissie Buitenlandse Zaken van de Kantonsraad veroordeelde hij in 1956 de inval van de Warschaupactlanden in Hongarije.
Als conservatief-liberaal politicus was hij pleitbezorger van het vrije ondernemerschap. Daarnaast zette hij zich speciaal in voor de textielindustrie.

### Overige functies
Ackermann bekleedde tal van nevenfuncties, w.o. die van lid van de raad van toezicht van de Kantonsbank van het kanton Appenzell Ausserrhoden (1931-1965) en die van de Zwitserse Bank (1934-1965). Van 1948 tot 1959 was hij president van de Appenzeller Bahn.
Walter Ackermann overleed op 78-jarige leeftijd.